# Козин, Михаил Дмитриевич
Михаил Дмитриевич Козин — советский хозяйственный, государственный и политический деятель.

## Биография
Родился в 1906 году в Нижнем Новгороде. Член КПСС.
Образование высшее (окончил ЛПИ).
С 1921 года — на хозяйственной, общественной и политической работе.
До 1928 года — рядовой и инженерный работник завода «Красный якорь» в Сормове.
- В 1933—1939 гг. — мастер смены, инженер-технолог, заместитель начальника, заведующий технического бюро прокатного цеха Кировского завода.
- В 1939—1944 гг. — парторг ЦК ВКП(б) Кировского завода.
- В 1946—1948 гг. — уполномоченный ВЦСПС по Ленинграду и Ленинградской области.
- В 1948—1949 гг. — секретарь Ленинградского областного совета профсоюзов.

Репрессирован по ленинградскому делу, исключен из партии, мастер в прокатном цехе Кировского завода, реабилитирован в 1954 году.
C 1954 гг. — общественный работник, организатор ветеранского движения в городе Ленинграде, председатель Совета ветеранов партии при Ленинградском обкоме КПСС.
Делегат XXVII съезда КПСС.
Умер в Санкт-Петербурге в 1994 году.

## Награды
- Орден Ленина (19.09.1941)[2]
- Орден Октябрьской Революции (12.09.1986)
- Орден Отечественной войны I степени (18.07.1945)[3]
- Орден Трудового Красного Знамени (05.06.1942)[4]
- Орден Красной Звезды (05.08.1944)[5]